# Aeronca L-16

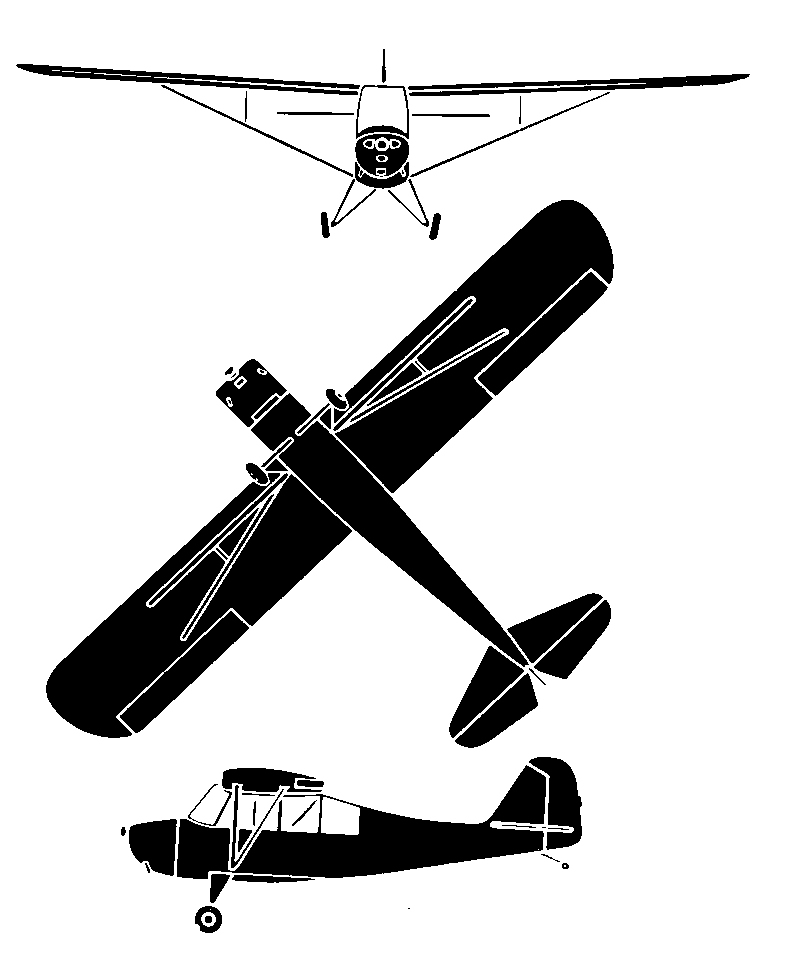
Dreiseitenansicht der L-16

Die Aeronca L-16 war ein leichtes Verbindungs- und Beobachtungsflugzeug des US-amerikanischen Herstellers Aeronautical Corporation of America (Aeronca), das hauptsächlich von der US-Army im Koreakrieg eingesetzt wurde. Es ist eine militarisierte Version der zivilen Aeronca Champion. Ab 1955 wurden viele Flugzeuge der Civil Air Patrol, zuständig für die Luft- und Raumfahrtausbildung Jugendlicher, sowie Verbindungsdienste und Heimatschutz, übergeben.

## Geschichte

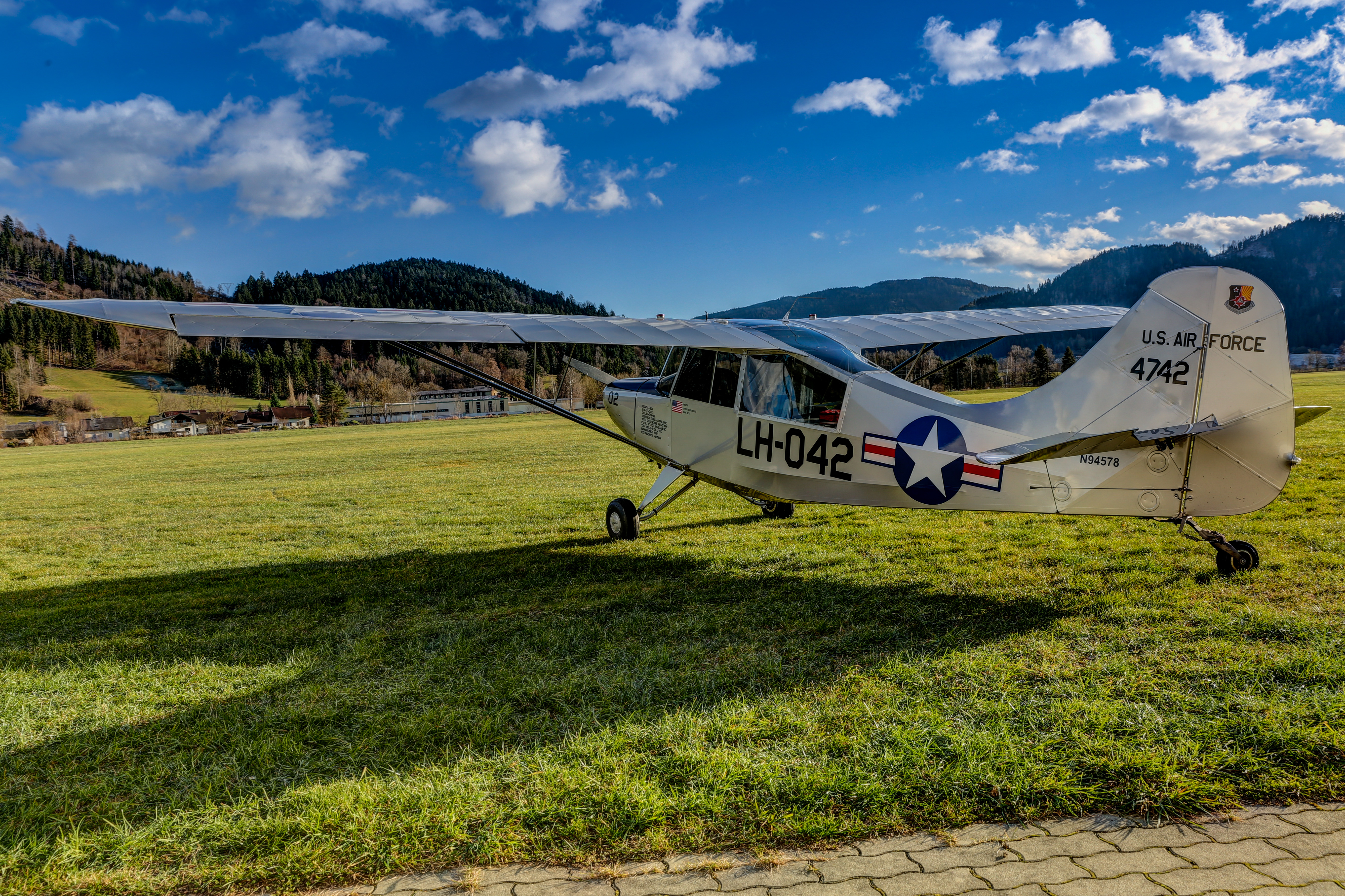
L-16 7BCM Baujahr 1947

Die L-16 war wie das Vorgängermodell Aeronca L-3 ein leichtes Verbindungs- und Beobachtungsflugzeug der US-Streitkräfte. Diese infolge des Zweiten Weltkriegs militarisierten Flugzeugmodelle stammten von der zivilen Aeronca Model 65, einem Tandem-Trainingsflugzeug, ab. Da dieses Flugzeug auch auf schlechten und kurzen Pisten landen kann, hat es den Spitznamen Grasshopper. Im Krieg wurde das Flugzeug zur Beobachtung, für kleinere Transporte und Kurierflüge verwendet.
Als nach dem Weltkrieg die zivile Flugzeugproduktion in den US wieder aufgenommen wurde, hat man die Maschine überarbeitet und als zivile 65-PS-Modell 7AC Champ angeboten. Durch ihr gutmütiges Flugverhalten wurde die Maschine sehr schnell zu einem der beliebtesten Trainingsflugzeuge der Nachkriegszeit. Die besser motorisierte 7BC wurde in der zweiten Hälfte der 1940er Jahre wieder für die US-Armee unter der Bezeichnung L-16A (85-PS-Motor) und L-16B (90-PS-Motor) produziert. Die Flugzeuge wurden im Korea-Krieg eingesetzt, wo sie zur Ziel-Identifikation und zur Beobachtung dienten sowie für allgemeine bzw. Rettungseinsätze verwendet wurden.
In den späten 1950er Jahren wurden viele L-16 ausgemustert und zivil verwendet. Sie dienten, verstreut über die ganzen USA, für den Flugunterricht oder der zivilen Luftraumüberwachung. Im Lauf der Jahrzehnte wurden viele Maschinen altersbedingt ausgemustert, einige aber auch aufwändig restauriert. Die Robustheit der Grasshopper wird bis heute geschätzt.

## Betreiber
Vereinigte Staaten
- Nationalgarde der Vereinigten Staaten
- United States Army
- Civil Air Patrol

 Japan
- National Safety Forces

## Varianten

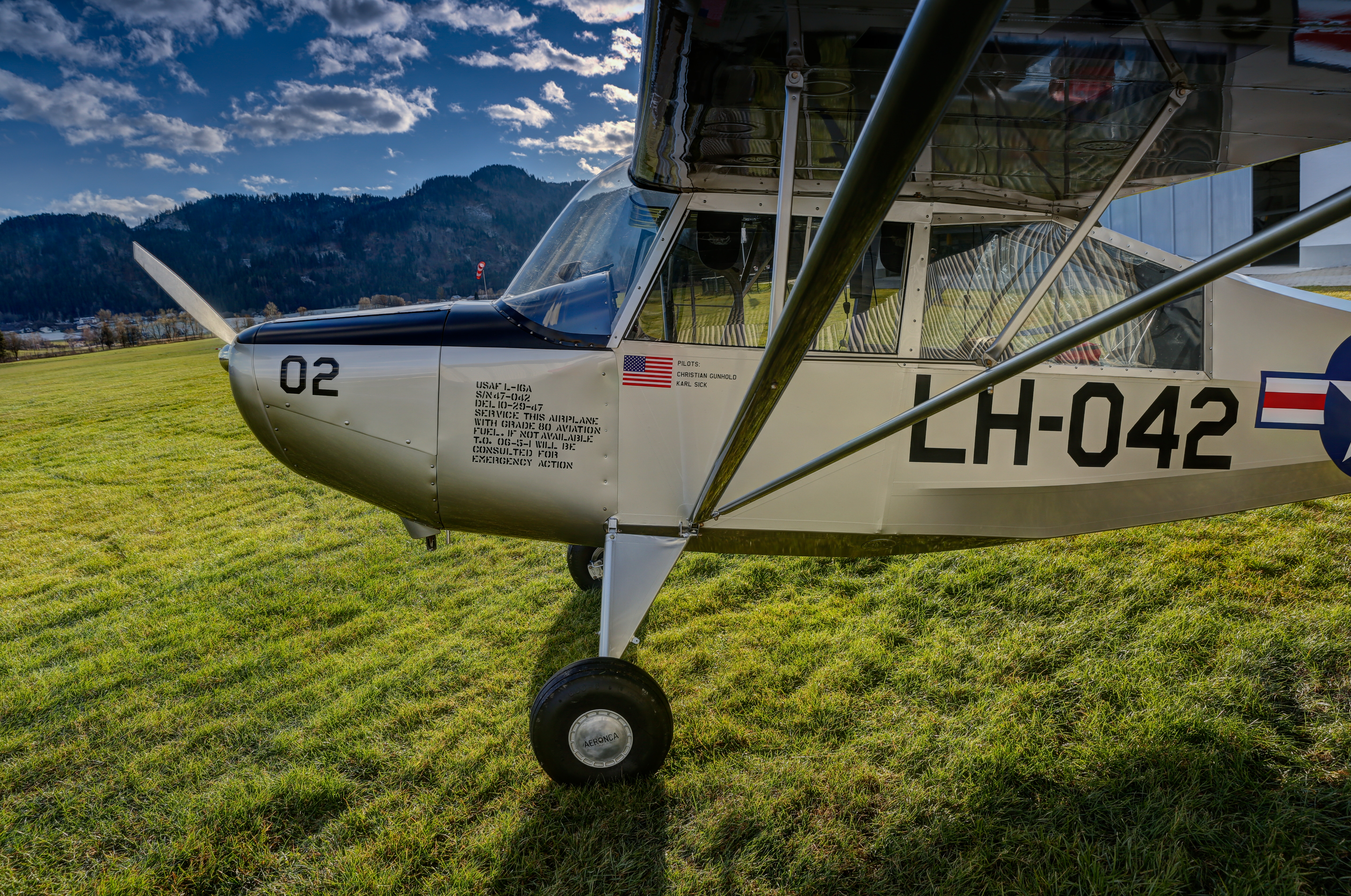
L-16 7BCM Baujahr 1947

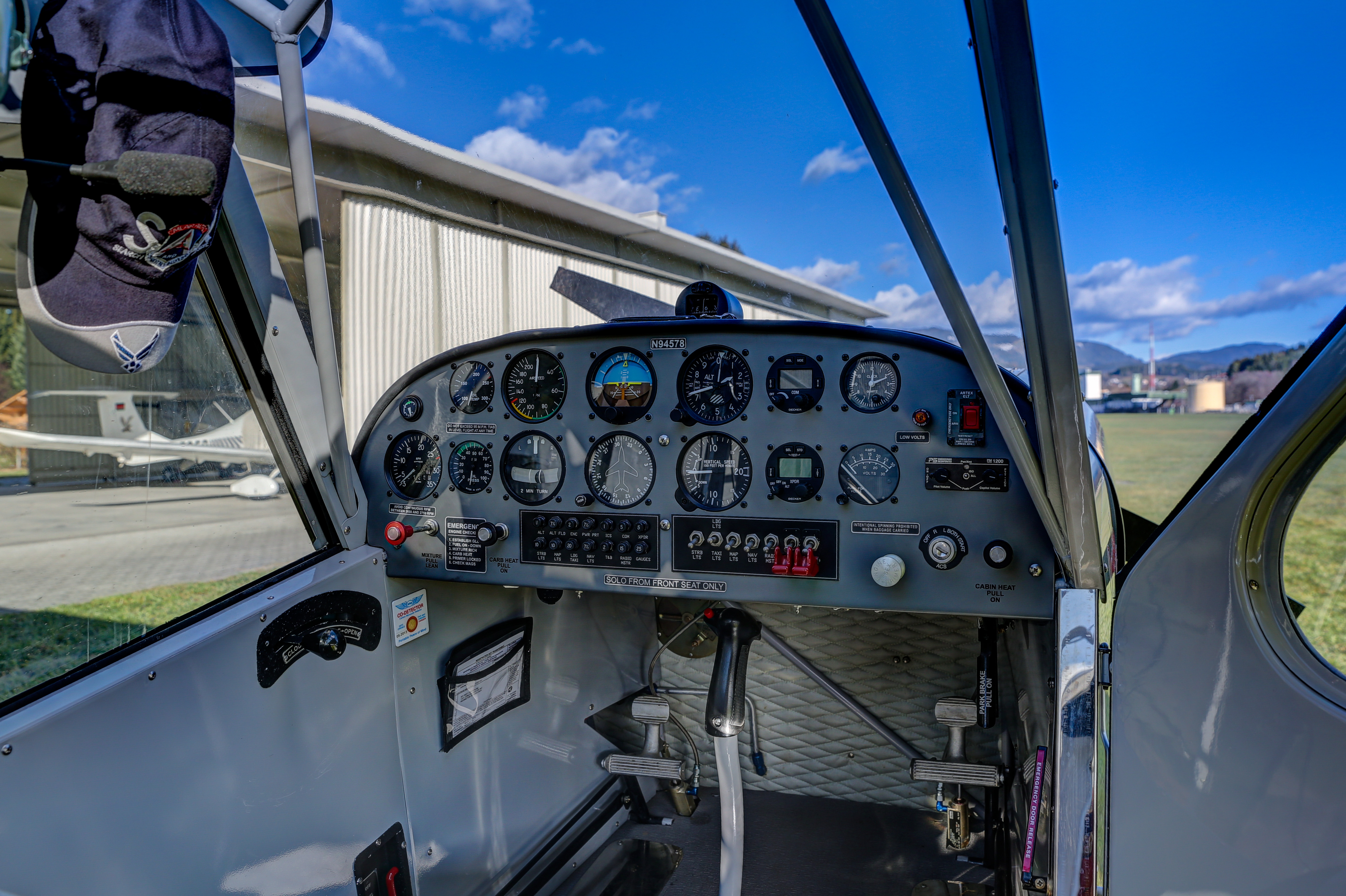
L-16 7BCM Cockpit

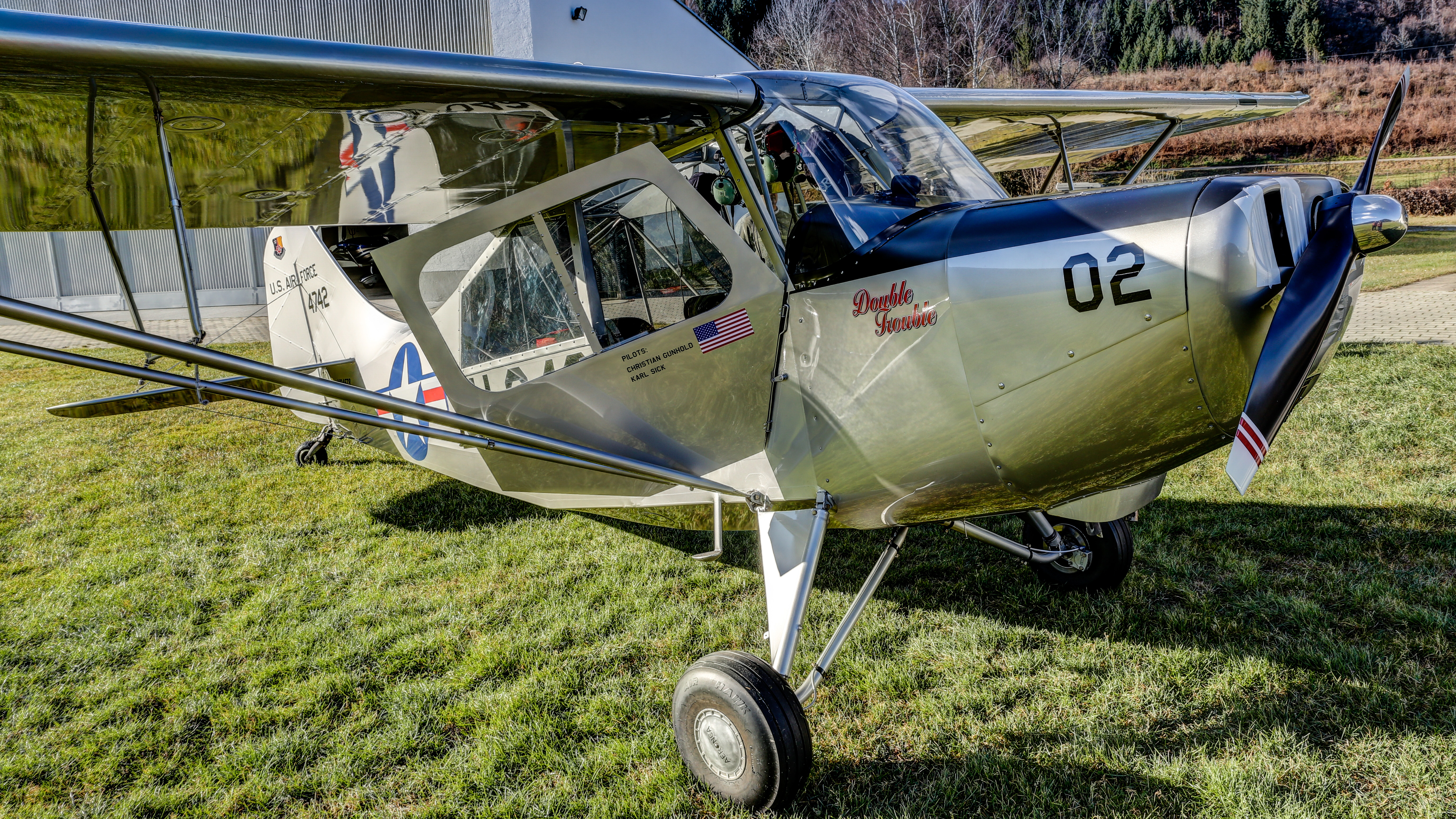
L-16 7BCM

L-16A (7BCM Champion)
509 gebaut, 376 wurden für die Air National Guard gebaut, eingesetzt in Korea 1950, mit einem 85 PS (63 kW) Motor Continental O-190-1 (C-85).
L-16B (7CCM Champion)
Militarisierte Version der 7AC, die als Trainingsmaschine von der United States Army eingesetzt und mit einem 90 PS (67 kW) Continental O-205-1 Motor ausgerüstet wurde. 100 mal gebaut.

## Technische Daten
| Kenngröße             | Daten für L-16B                                     |
| --------------------- | --------------------------------------------------- |
| Besatzung             | 1                                                   |
| Passagier             | 1                                                   |
| Länge                 | 6,55 m                                              |
| Spannweite            | 10,67 m                                             |
| Flügelfläche          | 51,82 m²                                            |
| Höhe                  | 2,13 m                                              |
| Leermasse             | 404 kg                                              |
| Startmasse            | 658 kg                                              |
| Antrieb               | 1 × Continental O-205-1 Boxermotor 58,84 kW (80 PS) |
| Höchstgeschwindigkeit | 177 km/h                                            |
| Reichweite            | 304 km                                              |
| Dienstgipfelhöhe      | 4.270 m                                             |
| Bewaffnung            | –                                                   |

## Erhaltene Maschinen
Heute existieren immer noch eine ganze Reihe privater flugfähiger L-16-Maschinen, die zum Teil aufwändig restauriert wurden.